# Primers Temps Feliços

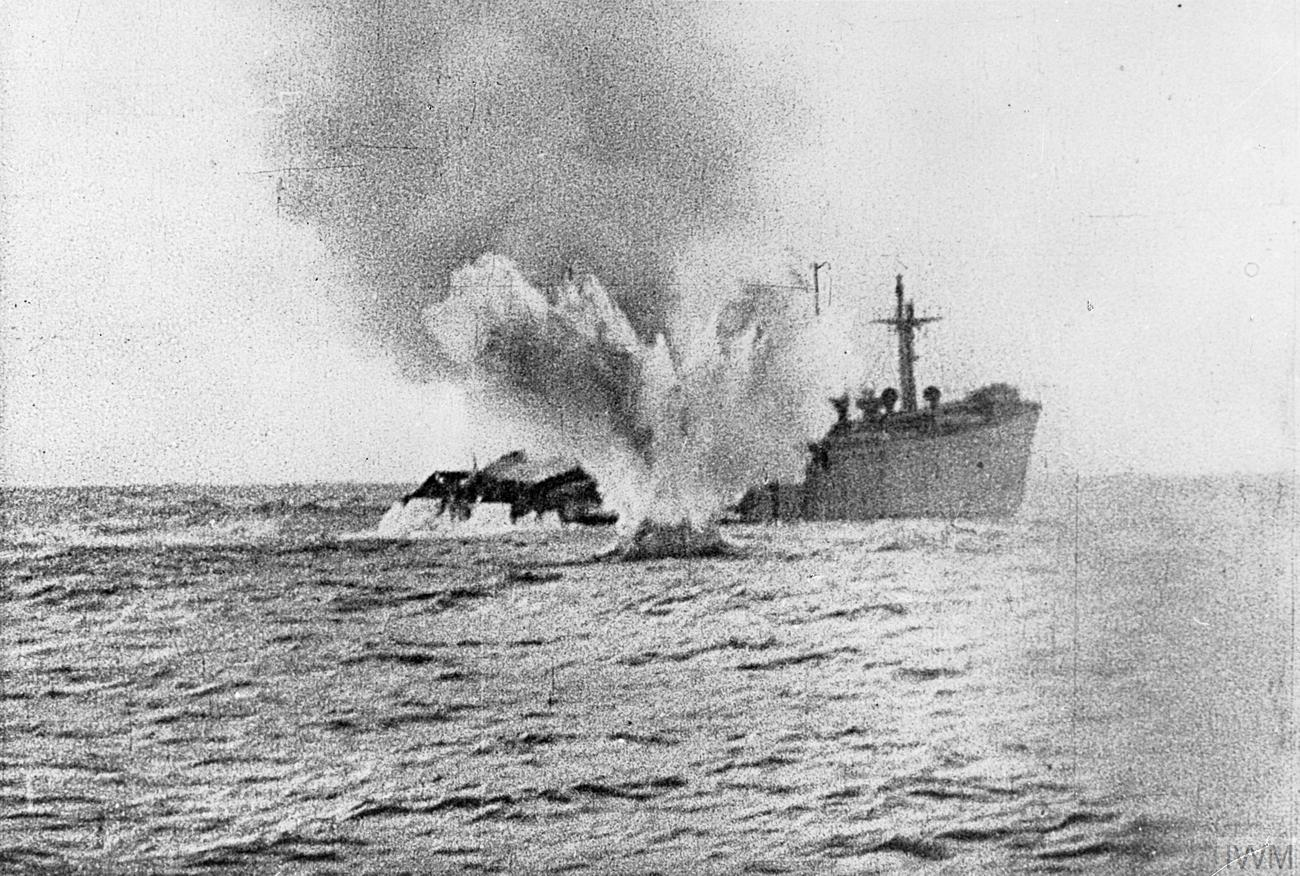
Un U-boat bombardeja un merchant que roman a flot després d'haver estat torpedinat

La fase inicial de la batalla d el'Atlàntic, durant la qual els submarins de la Kriegsmarine alemanya gaudiren d'un èxit significatiu contra la Royal Navy britànica i els seus aliats va ser anomenada per les tripulacions alemanyes com els Primers Temps Feliços ("Die Glückliche Zeit"), i, posteriorment, van haver un segon període d'èxit.
Començà el juliol de 1940, gairebé immediatament a la caiguda de França, que portà la flota de submarins alemanys molt més a prop de les zones de navegació britàniques a l'Àtlàntic. Entre juliol de 1940 i finals d'octubre,282 vaixells aliats van ser enfonsats a les aproximacions nord-oest d'Irlanda, amb una pèrdua de 1.489.795 tones de mercants.
El motiu d'aquest període d'èxit va ser de la manca de radar i de huff-duff que tenien els vaixells britànics, de manera que els submarins eren molt difícils de detectar quan realitzaven atacs nocturns en superfície (l'ADSIC (sonar) només podia localitzar submarins submergits.
Quan acabà és una qüestió d'interpretació, amb algunes fonts indicant l'octubre de 1940 i altres l'estenen fins a l'abril de 1941, després que els alemanys perdessin tres comandants de submarí preeminents: : Günther Prien, Joachim Schepke i Otto Kretschmer.